# Vidar Riseth
Vidar Riseth, né le 21 avril 1972 à Frosta (Norvège), est un footballeur norvégien, qui évoluait au poste de milieu de terrain en équipe de Norvège.
Riseth a marqué quatre buts lors de ses cinquante-deux sélections avec l'équipe de Norvège entre 1997 et 2007. 

## Biographie
Riseth débute en pro au Rosenborg BK en 1992 avant de rejoindre le Kongsvinger IL en 1994, où il reste trois saisons avec un aparté, le temps d'un prêt à Luton Town.
Il a porté les couleurs du club autrichien du LASK Linz de 1996 à 1998 puis du Celtic FC de 1998 à 2000. Il a ensuite rejoint la Bundesliga au Munich 1860 de 2000 à 2003 avant de rejouer de 2003 à janvier 2008 au Rosenborg BK.
Après des passages au Lillestrøm SK, au Strømsgodset IF et au Kongsvinger IL entre 2008 et 2010, il annonce sa retraite sportive le 6 juin 2010.
Vidar Riseth a porté les couleurs de la Norvège pour la première fois en 1997 contre la Colombie. Il est devenu un membre régulier de l'équipe. Il a participé à la coupe du monde 1998 et l'Euro 2000 avec la Norvège. Le 21 novembre 2007, Vidar Riseth prend sa retraite internationale avec 4 buts pour 52 matchs.

## Carrière
- Juniors : Neset F.K.
- 1992-1993 : Rosenborg BK
- 1994-1996 : Kongsvinger IL 
  - 1996 : Luton Town
- 1996-1998 : LASK Linz
- 1998-2000 : Celtic Glasgow
- 2000-2003 : TSV Munich 1860
- 2003-2008 : Rosenborg BK
- 2008-2009 : Lillestrøm SK 
  - 2009 : Strømsgodset IF
- 2010 : Kongsvinger IL [1],[2]

## Palmarès

### En équipe nationale
- 52 sélections et 4 buts avec l'équipe de Norvège entre 1997 et 2007.
- Participation à la coupe du monde 1998.

### Avec Rosenborg BK
- Vainqueur du Championnat de Norvège de football en 1992, 1993, 2003, 2004 et 2006.
- Vainqueur de la Coupe de Norvège de football et 2003.

### Avec le Celtic de Glasgow
- Vainqueur du Championnat d'Écosse de football en 1998.
- Vainqueur de la Coupe de la Ligue d'Écosse de football 1998 et 2000.
- Finaliste de la Coupe d'Écosse de football en 1999.